# Clopotnița mănăstirii Voroneț
Clopotnița mănăstirii Voroneț este un monument istoric situat în satul Voroneț, județul Suceava. Este situată în incinta mănăstirii Voroneț. Clădirea a fost construită în anul 1488. Figurează pe noua listă a monumentelor istorice sub codul LMI: SV-II-m-A-05675.03.

## Vezi și
- Mănăstirea Voroneț